# Franz Eilhard Schulze

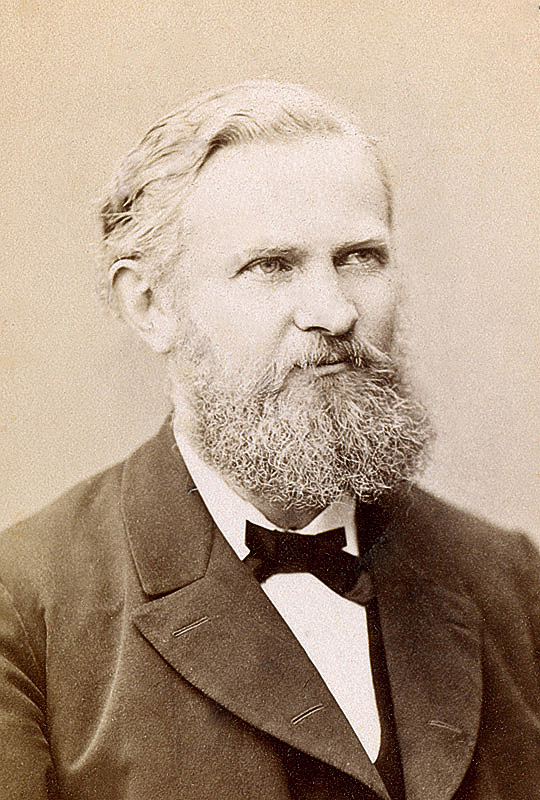
Franz Eilhard von Schulze

Franz Eilhard Schulze (* 22. März 1840 in Eldena bei Greifswald; † 2. November 1921 in Berlin) war ein deutscher Zoologe und Anatom.

## Leben
Schulze war ein Sohn des Chemikers Franz Ferdinand Schulze (1815–1873); den zweiten Vornamen Eilhard trug er zu Ehren seines Taufpaten Eilhard Mitscherlich. Schulze studierte ab 1859 Medizin an den Universitäten Rostock und Bonn. 1863 wurde er in Rostock zum Dr. med. promoviert.
Er wurde 1864 Privatdozent für Anatomie und 1865 außerordentlicher Professor für Vergleichende Anatomie an der Universität Rostock. Bis 1868 war er hier auch Prosektor.
Schulze gründete 1871 das Zoologische Institut der Universität Rostock und war von 1871 bis 1873 ordentlicher Professor für Zoologie und Vergleichende Anatomie. 1872 nahm er an der Nordsee-Expedition Pommerania teil.

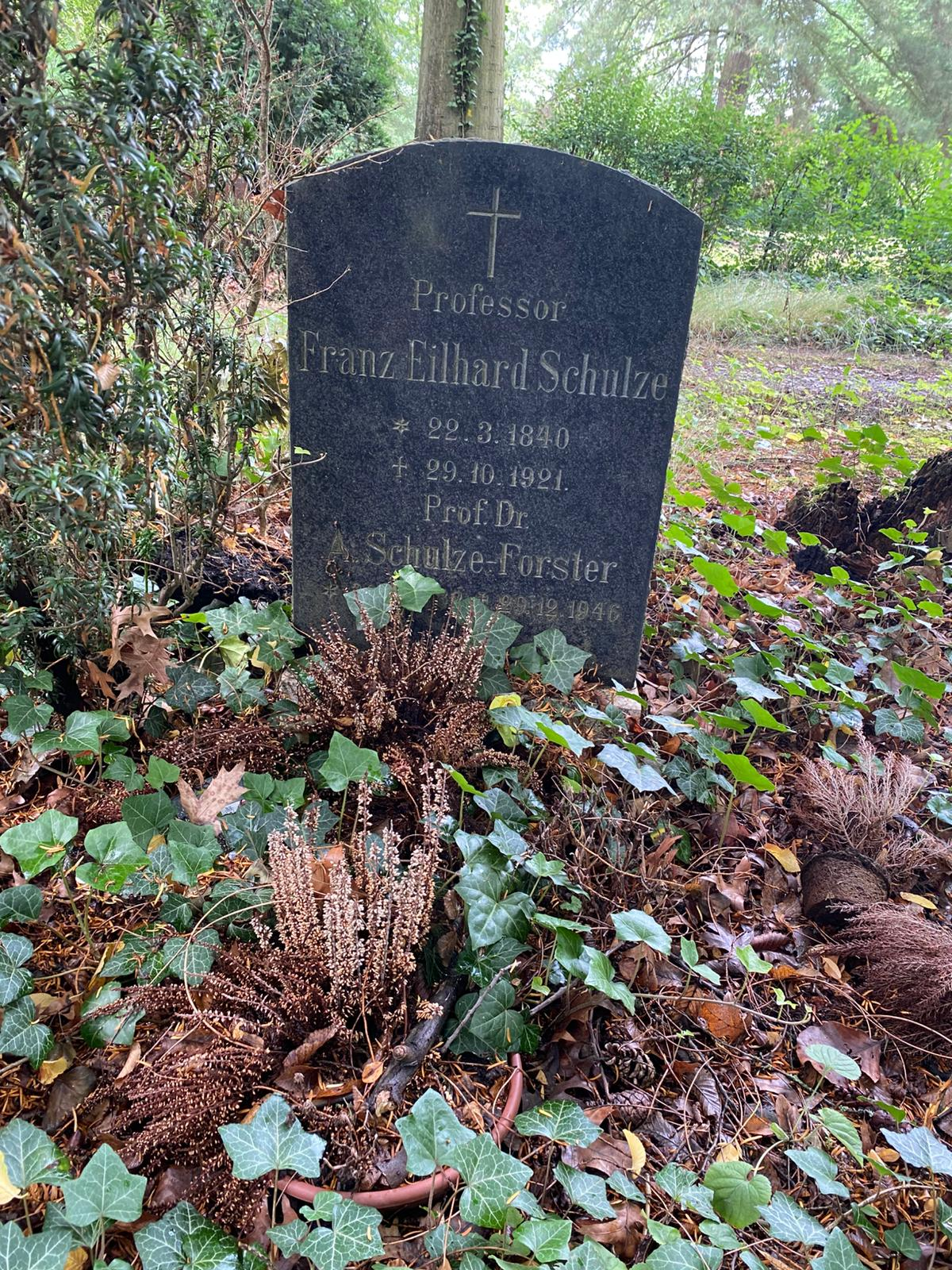
Grabstätte auf dem Parkfriedhof Lichterfelde

1873 wechselte er an die Universität Graz und 1884 an die Universität Berlin, wo er Direktor des neu gegründeten Zoologischen Instituts wurde. Im Jahr 1883 erhielt er die Cothenius-Medaille der Leopoldina. Im gleichen Jahr beschrieb er als erster Trichoplax adhaerens, eines der basalsten vielzelligen Tiere und Mitglied des Phylums Placozoa.
Im Jahr 1885 wurde Schulze zum Mitglied der Leopoldina gewählt. 1892/93 und 1898/99 war er Präsident der Deutschen Zoologischen Gesellschaft. 1883 wurde er zum korrespondierenden Mitglied der Göttinger Akademie der Wissenschaften gewählt.  Ab 1884 war er ordentliches Mitglied der Preußischen Akademie der Wissenschaften. 1895 wurde er korrespondierendes Mitglied der Russischen Akademie der Wissenschaften in Sankt Petersburg und 1897 der Bayerischen Akademie der Wissenschaften.
Schulze war seit 1871 mit Ida Taeger verheiratet. Das Ehepaar hatte vier Kinder, darunter den Marburger Professor für Theoretische Physik Franz Arthur Schulze (1872–1942) und den Berliner Chemiker Arnold Schulze (seit 1920 Arnold Schulze-Forster) (1882–1946).
Er starb 1921 in Berlin. Sein Grab befindet sich auf dem Parkfriedhof Lichterfelde.

## Schriften
- Ueber den feineren Bau der Rinde des kleinen Gehirnes. Stiller’sche Hofbuchhandlung, Rostock 1863
- Trichoplax adhaerens, nov.gen., nov. spec. Zool. Anz. 6, 92–97 1883
- Amerikanische Hexactinelliden nach dem Materiale der Albatross-Expedition. Jena 1899
- Hexactinellida. G. Fischer, Jena 1904
- Die Xenophyophoren der Siboga-Expedition. Brill, Leiden 1906
- Nomenclator animalium generum et subgenerum … Herausgegeben von F. E. Schulze, W. Kükenthal. Fortgesetzt von K. Heider. Schriftleiter: Th. Kuhlgatz. Berlin 1926-